# Feodor-Lynen-Gymnasium Planegg
Das Feodor-Lynen-Gymnasium (kurz FLG oder Feo) ist ein naturwissenschaftlich-technologisches und wirtschaftswissenschaftliches Gymnasium in Planegg im oberbayerischen Landkreis München. Es befindet sich in staatlicher Trägerschaft.

## Lage und Verkehrsanbindung
Die Schule befindet sich im Ostteil des Gemeindegebietes von Planegg und liegt an der Feodor-Lynen-Straße. Stand 2023 ist sie über drei Regionalbuslinien des Münchner Verkehrs- und Tarifverbunds über die Haltestelle Planegg Friedhof an der Münchener Straße erreichbar. Die Linien 266 (Klinikum Großhadern ↔ S-Bahn Planegg), 260 (Fürstenried West ↔ S-Bahn Germering-Unterpfaffenhofen) und 936 (Fürstenried West ↔ S-Bahn Gauting) fahren die Haltestelle an. Mit den Buslinien besteht eine Anbindung zur S-Bahn München bzw. zur U-Bahn München. Des Weiteren ist sowohl von Neuried als auch vom Planegger Ortsteil Martinsried aus eine Anbindung über gesonderte Radwege gegeben.

## Geschichte

### Namensgebung
Das Feodor-Lynen-Gymnasium in Planegg wurde nach dem Biochemiker und Nobelpreisträger Feodor Lynen benannt. Zunächst stand der Name Würmtal-Gymnasium im Raum, jedoch wurde eine Benennung nach einer regional verankerten Person bevorzugt. Daraufhin kristallisierten sich zwei bedeutende Planegger Persönlichkeiten heraus: Zum einen Feodor Lynen, welcher lange Zeit am Max-Planck-Institut für Biochemie im Ortsteil Martinsried tätig war und in Planegg lebte, zum anderen der Komiker Karl Valentin, der in Planegg lebte und begraben ist. 1980 einigte man sich auf den ein Jahr zuvor verstorbenen Feodor Lynen. Das Feodor-Lynen-Gymnasium wurde schließlich am 6. Juli 1981 eingeweiht.

### Anfangszeit
In den 1970er-Jahren waren in den Gymnasien der umliegenden Orte, wie zum Beispiel Gräfelfing und Gauting, die Kapazitätsgrenzen erreicht, weshalb eine zusätzliche weiterführende Bildungsanstalt im Würmtal errichtet werden sollte. Dafür setzten sich Eltern bereits im Herbst 1972 mit Gründung des „Fördervereins weiterführender Schulen Planegg-Krailling“ ein. Fünf Jahre später, im September 1977, genehmigte das Kultusministerium auf Initiative des Fördervereins den ersten Schultag im Gebäude der Grund- und Teilhauptschule Krailling. Der Baubeginn des Schulgebäudes in Planegg startete im Jahr 1979. 1980 wurde die Schule nach dem Biochemiker Feodor Lynen benannt. Im selben Jahr konnte der Neubau bezogen werden. Die Fertigstellung und Einweihung des ersten Bauabschnitts erfolgte 1981, ein Jahr später wurde das Richtfest für den zweiten Bauabschnitt gefeiert. Im Jahr 1984 wurde der Erweiterungsbau eingeweiht und zwei Jahre später wurde das erste Abitur absolviert. Der Gebäudekomplex erfuhr in den 1990er- und 2000er-Jahren diverse Erweiterungen, wie z. B. einen Anbau an der Nordseite des Gebäudes und der sogenannte L-Bau mit Kupferhaus. Zusätzlich wurde das Schulhaus 1995 mit einer Solaranlage ausgestattet, die in den Jahren 2003 und 2006 erweitert wurde.

### Neue Entwicklungen
Von Juni bis Oktober 2015 beherbergte das Gymnasium, wie auch viele andere Schulen im Landkreis, Asylbewerber. Im Zuge dessen wurde eine der beiden Dreifachturnhallen provisorisch umgebaut, um insgesamt 200 Flüchtlingen übergangsweise einzuquartieren. Die Flüchtlinge stammten vorwiegend aus Afghanistan und afrikanischen Ländern wie Eritrea, Somalia, Mali, Nigeria und dem Senegal. Am 6. Oktober 2015 erfolgte die Auflösung der Notunterkunft, weil die Flüchtlingszahlen insgesamt zurückgingen und andere Unterbringungsmöglichkeiten zur Verfügung standen. Ein Großteil der 200 Bewohner wurden nach Unterhaching in die dortige Traglufthalle umquartiert.
Große Bekanntheit in den Medien erlangte das Feodor-Lynen-Gymnasium, als im Jahr 2021 eine Schul-Impfaktion gegen COVID-19 bei Schülern eingeführt werden sollte und dies insbesondere durch mehrere Artikel in der Süddeutschen Zeitung der breiten Öffentlichkeit bekannt wurde. Während die Befürworter der Impfaktion die freiwillige Vakzinierung von Schülern als Chance zur Pandemiebekämpfung verstanden, sahen die Kritiker insbesondere die staatliche Verteilungsprogramme der Impfstoffe gefährdet. Die Impfaktion wurde letztlich aufgrund des öffentlichen Druckes nach Rücksprache mit dem Kultusministerium von der Schulleitung aufgegeben.

### Erweiterungsbau
Um dem erhöhten Platzbedarf mit der Einführung des neuen G9 gerecht zu werden, ist ein Gebäudeneubau nördlich der bestehenden Anlage geplant. Die ersten Maßnahmen fanden jedoch erst im Mai 2022 statt. Das dreigeschossige Gebäude soll nach aktuellen Planungen keine Verbindung zum Bestandsbau haben und primär Klassen der Mittelstufe beherbergen. Die Berechnung des Sachaufwandsträgers „Zweckverband Staatliches Gymnasium im Würmtal“ geht von Gesamtkosten von etwa zwölf Millionen Euro aus, wobei ein Überschreitung von bis zu 30 % angenommen wird. Das Gebäude wurde im Januar 2025 bezogen und besteht aus zwölf Klassenzimmern, sechs kleinere Räume, ein Computerraum und Büroräume. Außerdem wird durch die Erweiterung das Fachraumsystem eingeführt.

## Architektur

### Hauptgebäude
Unter der Planung des Architekturbüros Heilmann & Kath und des damaligen Neurieder Bürgermeisters Ladislaus Wolowicz wurde das Schulgebäude 1980 geplant und erbaut. Das Gebäude fällt unter den Architekturstil des Minimalismus, der eine einfache Formensprache sowie den Verzicht auf abstrakte Dekorationselemente vorsieht. Finanziert wurde der Bau vom „Zweckverband Staatliches Gymnasium im Würmtal“, der sich aus den Verbandsmitgliedern Neuried, Planegg, Krailling und dem Landkreis München zusammensetzt.

### Kupferhaus

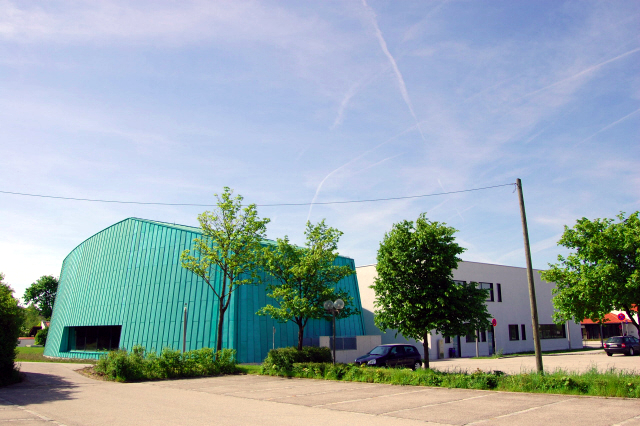
Das Kupferhaus im Jahr 2010

Das Kupferhaus wurde von 2005 bis 2008 vom Planungsbüro Rohling entworfen. Im Rahmen eines Architekturwettbewerbs ging dessen Vorschlag als Gewinner hervor. Die Baugrundfläche des Kupferhauses beträgt insgesamt 3.572 m². Der Gebäudekomplex umfasst neben dem Konzertbau auch Unterrichtsräume und die Schulmensa. Neben einigen schulischen Aufführungen (Theaterstücke und Konzerte) finden im Konzertsaal des Kupferhauses diverse kulturelle Veranstaltungen statt. Die Kosten für den gesamten Baukomplex beliefen sich auf 8,3 Millionen Euro. Das Fassungsvermögen an Zuschauerplätzen im Konzertsaal beträgt 450 Sitze.

### Sportstätten
Für den Sportunterricht stehen zwei Dreifachturnhallen und eine Kunsteisbahn zur Verfügung. Für den Wahlkurs Sportklettern kann ein Kletterturm der Naturfreunde Würmtal mit einer Höhe von zehn Metern verwendet werden. Die im Jahr 2013 eröffnete Skateranlage am Gymnasium bietet Interessenten einen Platz für das Skateboarden. Eine Tartanbahn sowie ein Fußballplatz werden sowohl für schulische Zwecke als auch von ortsansässigen Sportvereinen genutzt.

## Ausbildungsrichtungen
In erster Linie ist das Feodor-Lynen-Gymnasium ein naturwissenschaftlich-technologisch und wirtschaftswissenschaftlich ausgerichtetes Gymnasium. Bei der Wahl des naturwissenschaftlich-technologischen Zweiges hat man ab der 8. Klasse Chemie und mehr Unterrichtsstunden im Fach Physik. Wählt man dagegen den wirtschaftswissenschaftlichen Zweig, hat man ab der 8. Klasse Wirtschaft und Recht und ab der 9. Klasse Chemie. Die Zweigwahl erfolgt in der 7. Klasse. Die Fremdsprache Spanisch (spätbeginnend) kann ab der 10. Jahrgangsstufe gewählt werden und muss bis zum Abitur fortgeführt werden. In den 5. und 6. Klassen wird die sogenannte Naturwissenschaftliche Klasse angeboten (NaWiKla), um die Schüler für naturwissenschaftliche Fragestellungen zu motivieren. Dazu gehören beispielsweise Exkursionen in das naheliegende Max-Planck-Institut für Biochemie in Martinsried. Neben der Naturwissenschaftlichen Klasse gibt es die Möglichkeit, in der 5. und 6. Klasse einer Musikklasse beizutreten.

## Kooperationen

### Referenzgymnasium der TU München
Das FLG ist eines von mehr als 40 Referenzgymnasien des Department of Educational Sciences der Technischen Universität München und ist somit Schnittstelle zwischen der akademischen Lehrerausbildung und der Unterrichtspraxis. Die Aus- und Weiterbildungsmaßnahmen der Fachlehrer betrifft insbesondere die MINT-Fächer (Mathematik, Informatik, Naturwissenschaften, Technik).

### Bildungspartnerschaft
Zum Schuljahr 2023/24 ging die Schule eine IHK-Bildungspartnerschaft mit dem Automobilzulieferer Webasto aus Stockdorf ein. Nach Angaben der Schule passe dies gut zur wirtschaftswissenschaftlichen Ausrichtung der Schule. Dafür bietet das Unternehmen Bewerbungstrainings und Workshops zum Thema Assessment-Center an. Dazu kommen gemeinsame P-Seminare und Workshops zu Themen der Industrieentwicklung.

## Schulleben

### Schülermitverwaltung (SMV)
Die SMV besteht aus drei Schülern, die durch die Klassensprecher aller Schulklassen zu Beginn jedes Schuljahres neu gewählt wird. Am FLG gibt es seit der Gründung fast durchgängig eine SMV. Seit 2014/15 gibt es eine sogenannte „Mini-SMV“, welche speziell die Interessen der Unterstufe vertritt. Die SMV beinhaltet zudem das Technikteam. Die SMV bereichert das Schulleben, indem sie Unterstufenpartys, Ballspieltage oder andere Aktionen, wie Spendenaktionen oder Sozialprojekte, wie den Welt-AIDS-Tag am FLG, organisiert.

### Schülerzeitung
Die „Feo-Times“ ist die Schülerzeitung des FLG, welche online in der Gestalt eines Weblogs konzipiert ist. Die Schüler verfassen hierbei regelmäßig Artikel über aktuelle und schulinterne Themen. Über ein Wahlfach ist es möglich, sich für die Mitarbeit bei der Redaktion zu bewerben.

### Klassenfahrten
Am Feodor-Lynen-Gymnasium werden zahlreiche Klassenfahrten durchgeführt. Unter anderem wird für alle Schüler der 5. Klassen ein einwöchiges Schullandheim organisiert. Für die 7. Klassen wird ein Skilager angeboten. Das einwöchige Programm umfasst neben dem Skikurs Unterrichtseinheiten zur Lawinen- und Umweltkunde. Zusätzlich werden weitere Klassenfahrten bestimmter Wahlunterrichtsfächer angeboten.

### Schüleraustausche
Die Schule bietet diverse Austauschprogramme mit verschiedenen Ländern an, wobei sich die europäischen Schulen in den Partnergemeinden Planeggs befinden. Für die 8. und 9. Klassen findet ein Frankreich-Austausch ans Collège les Buclos in Meylan statt. Ein Austausch ins englische Didcot wird alljährlich für die neunten und zehnten Klassen durchgeführt. Für interessierte Schüler der 10. Klasse existiert zudem ein Austausch mit der Strath Haven High School in Wallingford im US-Bundesstaat Pennsylvania. Außerdem war das FLG von 2010 bis 2020 Teilnehmer des Programms Erasmus+ Schulbildung (Comenius-Programm), in dessen Rahmen in regelmäßigen Abständen Besuche zu unterschiedlichen europäischen Partnern unternommen werden.

### Tutorenprogramm
Um den jüngeren Schülern den Einstieg in das Schulleben zu vereinfachen, können sich Schüler der 9. Klassen für das Amt des Tutors bewerben. In den ersten Monaten unterstützen sie die „Neulinge“ und versuchen mit vielen Spielen und mehreren Treffen die Klassengemeinschaft zu stärken bzw. bei Problemen unter den Schülern zu helfen. Des Weiteren begleiten sie die zugeordneten Klassen bei Wandertagen und anderen Schulfahrten. Ab der 10. Klasse kann man vom Tutor zu einem „Lernberater“ aufsteigen, welcher in der Nachmittagsbetreuung bei der Anfertigung der Hausaufgaben Unterstützung leistet. Alle Lernberater absolvieren zweimal jährlich eine spezielle schulinterne Ausbildung.

### Nachmittagsbetreuung
Die Nachmittagsbetreuung des FLG bietet berufstätigen Eltern die Möglichkeit, ihre Kinder am Nachmittag von entsprechend ausgebildeten Lernberatern betreuen zu lassen. Dieses Angebot gilt nur für Schüler der Unterstufe. Nach dem Unterricht werden die Kinder von ihren Tutoren im Klassenzimmer abgeholt und auf Anwesenheit überprüft. Anschließend gehen die Schüler mit ihren Lernberatern geschlossen, je nach Witterung, in die Turnhalle oder auf den Sportplatz. Dort können die Kinder nach dem langen Schultag Sport treiben. Bevor die Kinder am Nachmittag ihre Hausaufgaben erledigen, wird gemeinsam die Schulmensa aufgesucht. Die Nachmittagsbetreuung endet um 16 Uhr.

### Schulsanitätsdienst (SSD)
Am Feodor-Lynen-Gymnasium engagieren sich Schulsanitäter ehrenamtlich für ihre Mitschüler. Bei Verletzungen oder plötzlichen Erkrankungen sind deswegen immer geschulte Schulsanitäter zur Stelle. Die Helfer haben alle mindestens einen Erste-Hilfe-Kurs, einige von ihnen eine Ausbildung zum Sanitäter. Der SSD wird durch die Bereitschaft Planegg/Krailling des Bayerischen Roten Kreuzes unterstützt. Die Mitgliederzahl des Schulsanitätsdienstes variiert – je nach Schuljahr – zwischen 20 und 30 Mitgliedern, welche die Jahrgangsstufen 10 bis 12 besuchen. Beitreten können Schüler ab der neunten Jahrgangsstufe.

## Wahlunterricht
Zum Wahlunterrichtsangebot des Feodor-Lynen-Gymnasiums zählen unter anderem musikalische Kurse, zum Beispiel der Schülerchor und das Schulorchester. Ebenso gibt es ein vielfältiges Spektrum an Sportaktivitäten, wie Eishockey, Basketball, Tennis, Sportklettern oder Triathlon. Seit 2013 gibt es das Projekt Feo-Bienen, das die Züchtung und Pflege mehrerer Bienenvölker umfasst. Der erzeugte Feo-Honig kann im Schulhaus erworben werden. Des Weiteren gibt es das Wahlfach Politik und Zeitgeschichte sowie einen Leseclub und einen Theaterkurs.

## Leitung
- Walter Rudlof (1977–1998)
- Monika Münkel (1998–2003)
- Brigitte Schmid-Breining (2003–2020)
- Matthias Spohrer (seit 2020)

## Bekannte ehemalige Schüler
- Jasmin Tabatabai (* 1967), Schauspielerin und Musikerin (Abitur 1986)
- Georg Fahrenschon (* 1968), Politiker und ehemaliger Finanzminister Bayerns (Abitur 1988)
- Florian Gallenberger (* 1972), Filmregisseur, Drehbuchautor und Filmproduzent (Abitur 1991)